# Corymbitodes
Corymbitodes — род щелкунов из подсемейства Prosterninae.

## Описание
Щелкуны средних размеров. Тело довольно узкое, обычно окрашено в чёрный цвет, матовое. Надкрылья иногда жёлто-коричневые. Клипеальная область разбита на две части. Усики у самцов резко или слабо, у самок всегда слабо пиловидные начиная с третьего сегмента. Воротничок переднегруди с округлённым передним краем, который находится на одном уровне с передними углами проплевр. Задний край проплевр без выемки или с чуть намечающейся выемкой. Бедренные покрышки задних тазиков сужаются по направлению наружу  довольно сильно и равномерно. Все сегменты лапок без лопастинок.

## Экология
Встречаются эти щелкуны в лесных полянах и опушках, в разрежённой части леса.

## Систематика
В составе рода:
- вид: Corymbitodes auratus Fleutiaux, 1942
- вид: Corymbitodes captiosus Gurjeva, 1985
- вид: Corymbitodes christophi (Kiesenwetter, 1879)
- вид: Corymbitodes concolor (Lewis, 1894)
- вид: Corymbitodes coracinus (Germar, 1843)
- вид: Corymbitodes corybas Gurjeva, 1982
- вид: Corymbitodes epipedus Gurjeva, 1985
- вид: Corymbitodes excellens Gurjeva, 1962
- вид: Corymbitodes fuscipes (Miwa, 1931)
- вид: Corymbitodes gratus (Lewis, 1894)
- вид: Corymbitodes kambaitianus Fleutiaux, 1942
- вид: Corymbitodes kiiensis Ôhira, 1999
- вид: Corymbitodes malaisei Fleutiaux, 1942
- вид: Corymbitodes nikkoensis (Jakobson, 1913)
- вид: Corymbitodes obscuripes (Lewis, 1894)
- вид: Corymbitodes pygmaeus (Van Dyke, 1932)
- вид: Corymbitodes rubripennis (Lewis, 1894)
- вид: Corymbitodes speciosus (Miwa, 1928)